# Богдан (феодал)
Вижте пояснителната страница за други личности с името Богдан.
Богдан е самостоятелен феодален владетел 1355 – 1371 година на земите северно от Солун, южно от Беласица, източно от Мъглен и западно от Струма в Егейска Македония, с главни крепости Женско и Просек.
Богдан се е казвал братът на Йоан Оливер, възможно е той да е прототип за легендарния Юг Богдан. Йоан Оливер и брат му Богдан предвождат войската на Стефан Душан при неуспешната обсада на Сяр в помощ на Йоан Кантакузин през 1342 година. Лаоник Халкокондил споменава за някой си Богдан в своя „списък“ на наследниците на Стефан Душан, и то като за владетел на земите между Сяр и Вардар.
Ранните османски регистри са съхранили имената в названието на нахията Богдан и Оливер в Южна Македония. Тук тече река Богданаица. Околността и до XIX век съставлява отделна нахия със седалище на мюдюра в село Сухо, която се нарича Богданска. Извисяващата се тук планина се нарича Богданска планина.